# Ochina latrellii
Ochina latrellii is een keversoort uit de familie klopkevers (Anobiidae). De wetenschappelijke naam van de soort is voor het eerst geldig gepubliceerd in 1812 door Bonelli.